# Municipio de Fairview (condado de Lincoln)
El municipio de Fairview (en inglés: Fairview Township) es un municipio ubicado en el condado de Lincoln en el estado estadounidense de Dakota del Sur. En el año 2010 tenía una población de 192 habitantes y una densidad poblacional de 4,12 personas por km².

## Geografía
El municipio de Fairview se encuentra ubicado en las coordenadas 43°11′32″N 96°31′10″O / 43.19222, -96.51944. Según la Oficina del Censo de los Estados Unidos, el municipio tiene una superficie total de 46.62 km², de la cual 46,19 km² corresponden a tierra firme y (0,91 %) 0,42 km² es agua.

## Demografía
Según el censo de 2010, había 192 personas residiendo en el municipio de Fairview. La densidad de población era de 4,12 hab./km². De los 192 habitantes, el municipio de Fairview estaba compuesto por el 99,48 % blancos y el 0,52 % eran de una mezcla de razas. Del total de la población el 0 % eran hispanos o latinos de cualquier raza.